# کرک (اردن)
کَرَک، که در طی دوران پادشاهی اورشلیم با نام کِراک شناخته می‌شد، شهری است در کشور اردن امروزی که بیشتر بخاطر دژ و قلعه‌ای که در زمان صلیبیون در آنجا بنا نهاده شده، شهرت یافته‌است. این قلعه بزرگترین قلعه‌هایی است که این ناحیه و یکی از بزرگترین قلعه‌هایی است که در منطقه سوریه ساخته شده‌است. این شهر مرکز استان کرک در کشور اردن است.
این شهر که در فاصله ۱۴۰ کیلومتری از پایتخت اردن، امان، واقع شده در بر سیر راه پادشاهی قدیم قرار دارد. این شهر ۱۰۰۰ متر بالاتر از سطح دریا واقع شده که در ۳ طرف آن جلگه وجود و چشم‌اندازی به سمت دریای مرده دارد. این شهر جمعیتی بالغ بر ۳۲ هزار نفر دارد که در واقع شهر در اطراف دژ و قلعه طی دوره امپراتوری عثمانی در قرن ۱۹ میلادی بنا شده‌است.

## نگارخانه

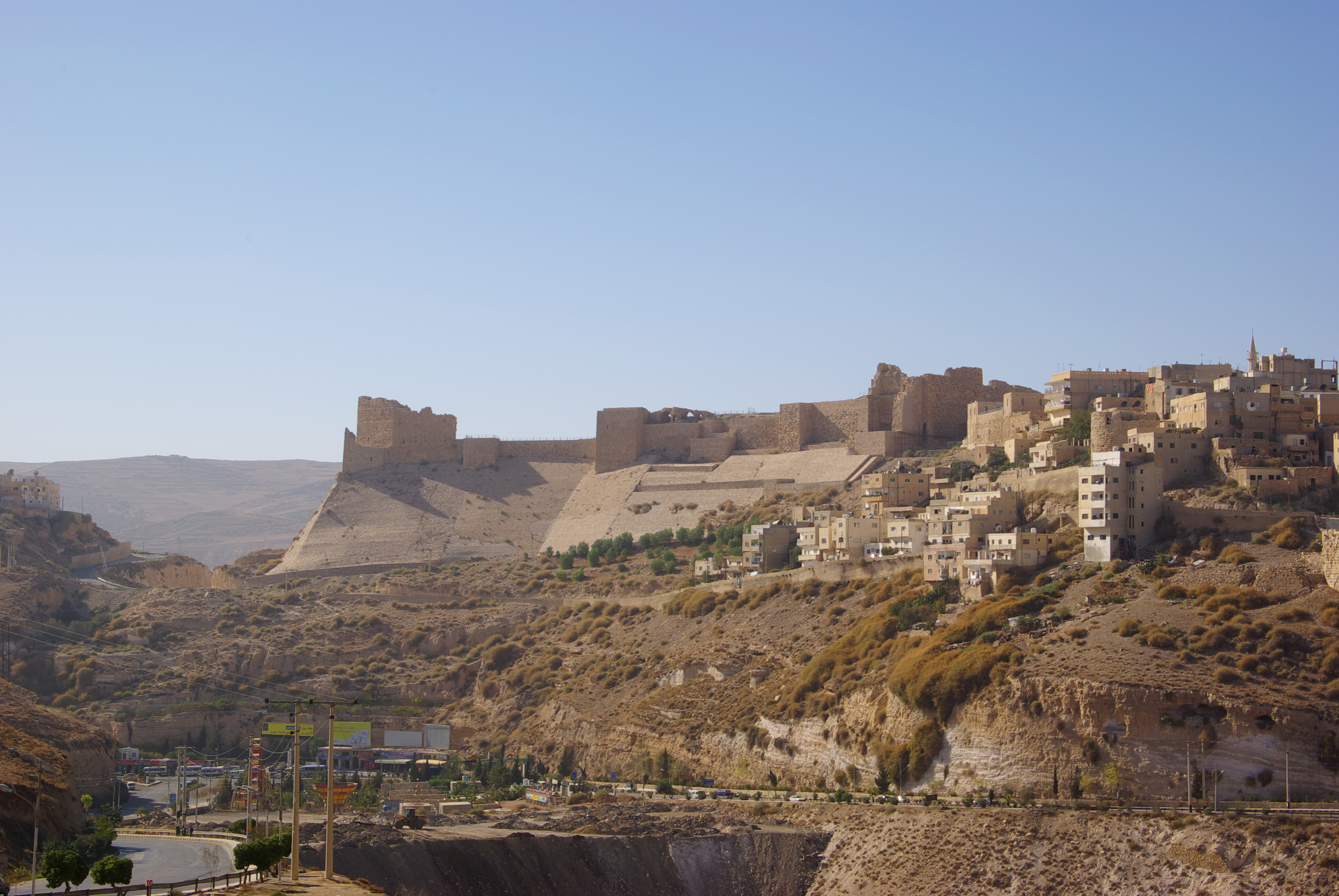
شهر کرک به واسطه قلعه‌ای که در آن وجود دارد، شهرت یافته است
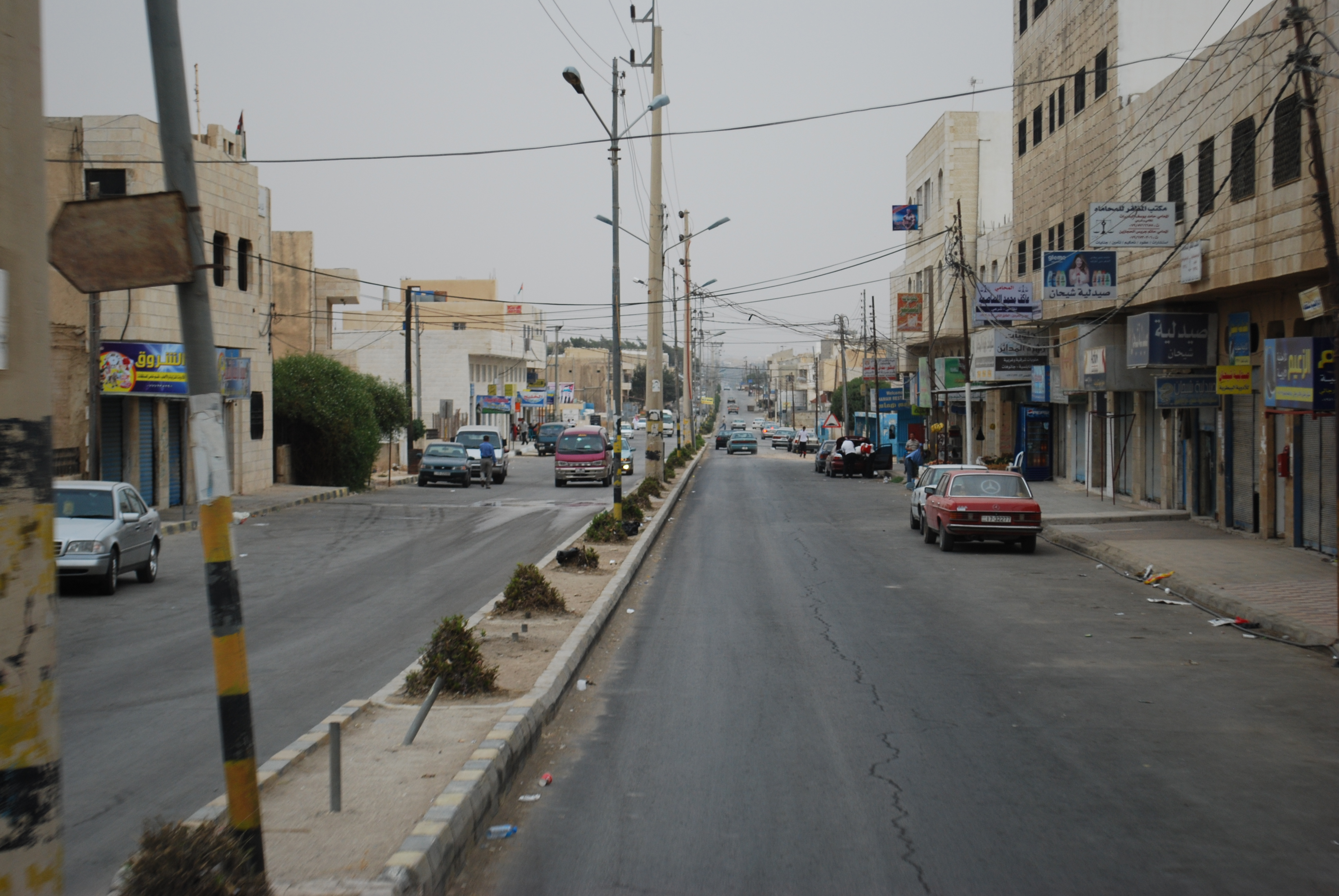
خیابانی در شهر کرک
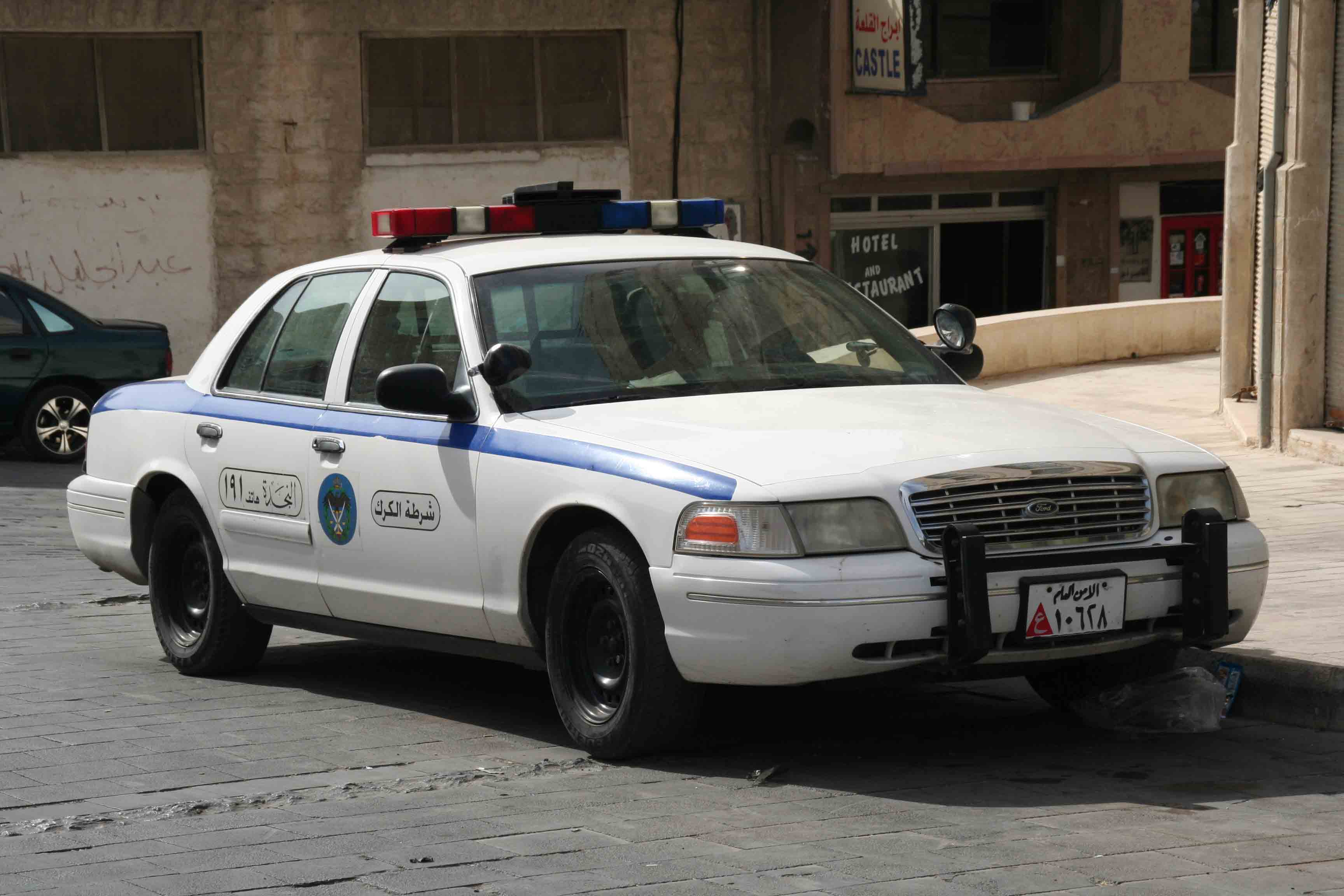
ماشین پلیس در خیابان‌های شهر کرک
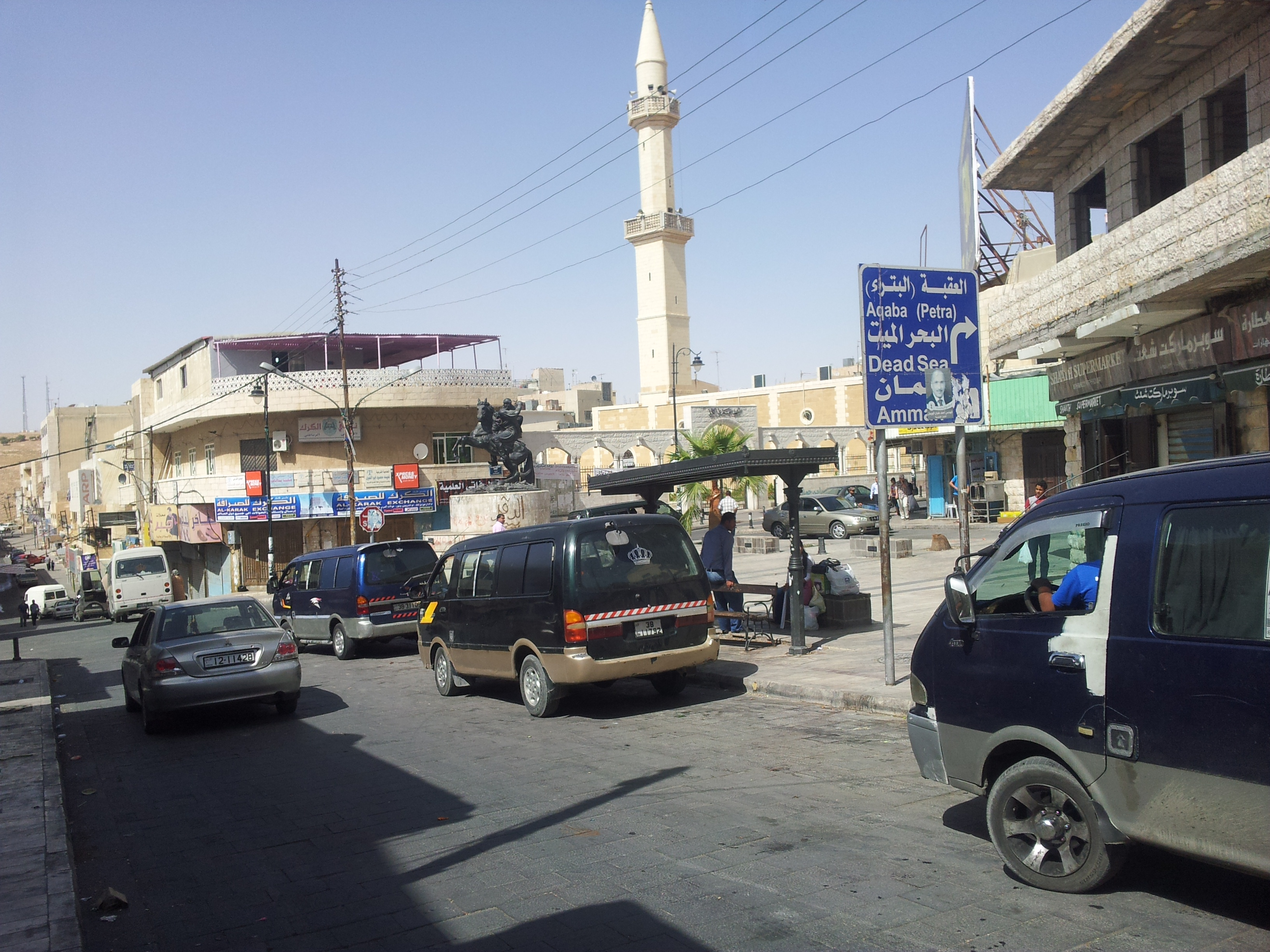
مسجد
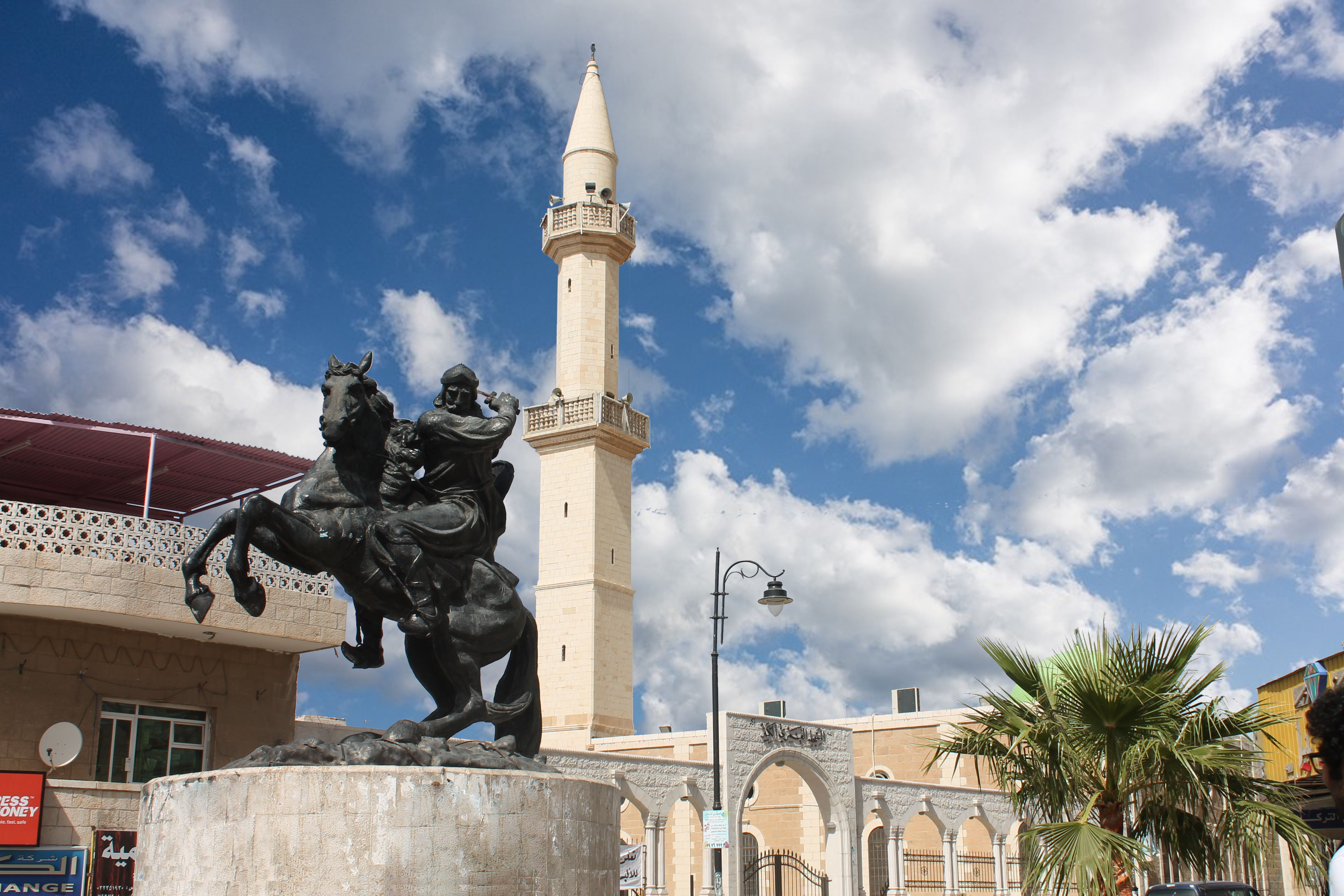
مجسمه صلاح الدین ایوبی در مرکز شهر
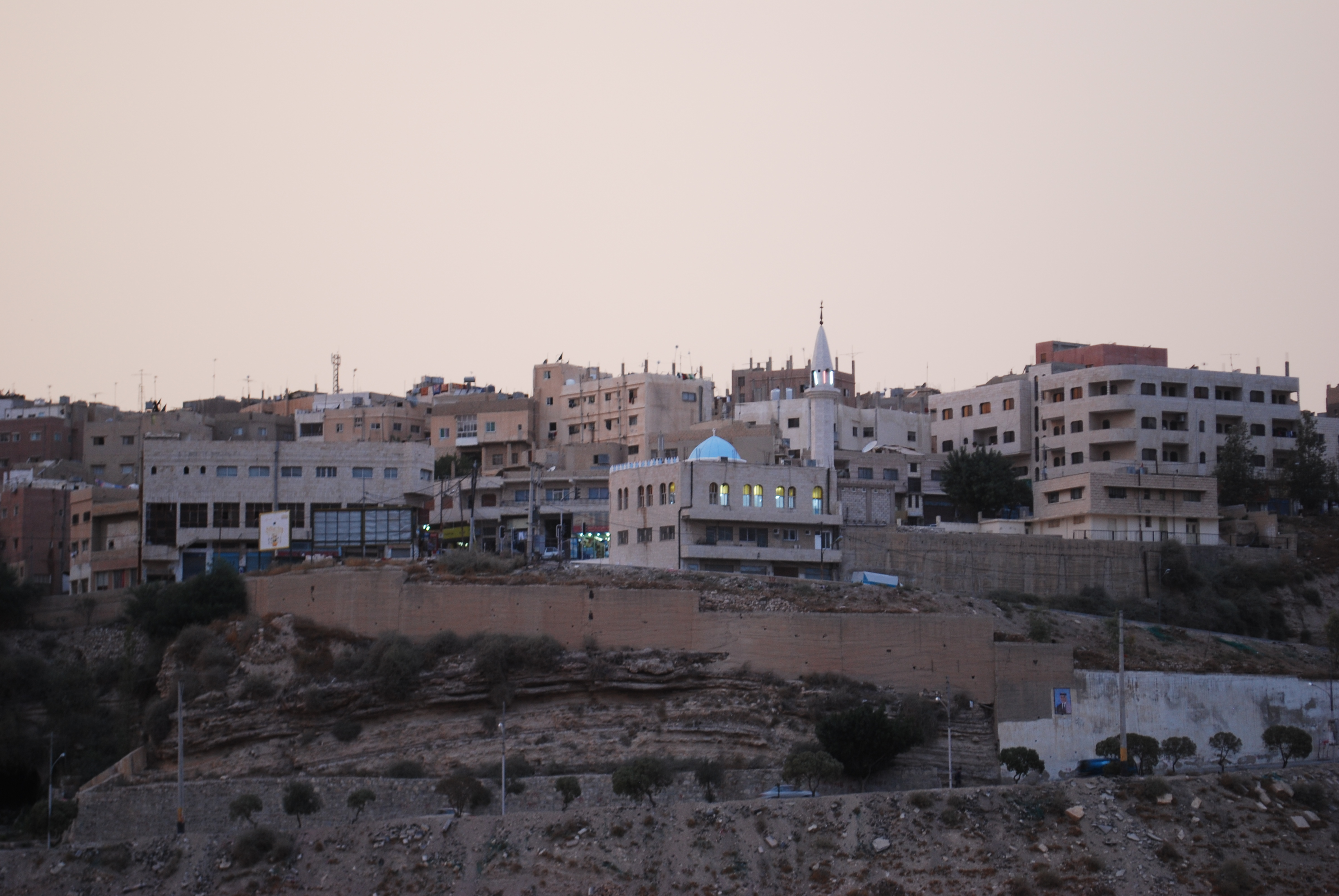
نمایی از شهر کرک